# Como e Por Que Sou Romancista
Como e Por Que Sou Romancista é um texto autobiográfico escrito por José de Alencar em 1873 e publicado em 1893. Foi republicada por diversas editoras e, atualmente, encontra-se em domínio público.
A obra faz um relato sobre a formação escolar e as leituras de José de Alencar, assim como sua dificuldade na leitura de romances em francês, então em moda.